# María Villén
María Villén (Burgos, 31 de diciembre de 1871-Valencia, 8 de noviembre de 1961) fue una pedagoga y maestra, directora de la Escuela Normal de Valencia.

## Biografía
Nacida María Vicenta Silvestra (o Silvestre) Villén del Rey, la que llegaría a ser conocida como María Villén, estudió magisterio y fue maestra en las Escuelas Normales de Ávila, Segovia, Madrid, San Cristóbal de La Laguna, Jaén, Córdoba y Lugo. En 1923 ingresó como profesora numeraria de matemáticas en la Escuela Normal de Valencia.
Afiliada a la Federación de Trabajadores de la Enseñanza (FETE), dentro de la Unión General de trabajadores, y llegó a formar parte de la directiva.
Durante el Primer bienio de la Segunda República Española fue nombrada directora de la Normal de Valencia desde el 1 de diciembre de 1932. Iniciado el bienio negro, una Orden del 20 de abril de 1933 dictamina su traslado forzoso a la Normal de Melilla como profesora titular de matemáticas (acto represivo que tuvo como reacción el envío de una carta de protesta a las autoridades docentes por parte del cuadro estudiantil). Fue cesada en Valencia por orden ministerial de 8 de marzo de 1934, y trasladada a Melilla con fecha de 19 de septiembre de 1934, donde permanecería hasta abril de 1936. Con el triunfo del Frente Popular vuelve a Valencia y, por orden ministerial de 18 de agosto de 1936 fue confirmada como directora de la Escuela Normal valenciana, siendo homenajeada por la Federación Valenciana de Trabajadores de la Enseñanza, de la que era afiliada y destacada dirigente. Como directora del centro, fue miembro de la Junta Valenciana de Colonias escolares 1927, del Patronato escolar de los establecimientos de la Diputación Provincial y del Patronato de Cultura Valenciana. También presidió tribunales de los cursillos de acceso al Magisterio en 1936.
Permanece en la capital valenciana hasta el final de la guerra civil española, y el 21 de abril del año 39 es suspendida provisionalmente de ocupación y sueldo. Sale de la península, pero es apresada y retenida en un campo de concentración en el norte de África. Depurada por las comisiones correspondientes e inhabilitada para ejercer la Enseñanza, al parecer recibió ayuda de sus antiguas alumnas. Falleció en Valencia el 8 de noviembre de 1961, a los 89 años de edad.